# Neviano
Neviano község (comune) Olaszország Puglia régiójában, Lecce megyében.

## Fekvése
A Salentói-félsziget déli részén fekszik, Gallipolitól keletre.

## Története
Az első írásos említése a 12. századból származik, amikor a Leccei Grófság része volt. A történészek szerint a település eredete az ókorra nyúlik vissza. A következő századokban nemesi birtok volt. 1806-ban vált önállóvá, amikor a Nápolyi Királyságban felszámolták a feudalizmust.

## Népessége
A népesség számának alakulása:

## Főbb látnivalói
- Castello - 15. századi erődített nemesi palota.
- San Michele Arcangelo-templom (19. század)
- Madonna delle Nevi-templom (17. század)
- San Giuseppe Patriarca-templom (17. század)
- San Nicola di Macugno-apátság (14. század)
- Madonna della Croce - 17. századi barlangtemplom
- Palazzo Tafuri (16. század)
- Palazzo Comunale (20. század)